# Магнетско поље Земље
Магнетско поље Земље може се представити као поље магнетског дипола, чији се један пол налази у близини северног географског пола, а други у близини јужног географског пола. Замишљена линија која спаја магнетске полове заклапа са осом ротације Земље угао од 11.3°. Настанак магнетског поља Земље објашњава геодинамо теорија. Магнитуда Земљиног магнетног поља на његовој површини је у опсегу од 25 до 65 микротесли (0,25 до 0,65 гауса).
Простор у коме се осећа дејство магнетског поља Земље назива се магнетосфера. Она се простире неколико десетина хиљада километара у свемир. Магнетосфера штити Земљу од штетног дејства Сунчевог ветра. Има облик капи - спљоштена је на страни која је окренута ка Сунцу, а издужена на супротној.

## Магнетски полови
Магнетски полови Земље су места на Земљиној површи где су магнетске линије сила управне на површ Земље (односно на тангентну раван која се може поставити у тој тачки). Такође може се рећи да је на магнетским половима инклинација једнака 90° или -90°. На магнетским половима би компас, чија игла осцилује само у хоризонталној равни, показивао различите правце. Магнетски полови нису представљени једном тачком, већ делом Земљине коре, површине неколико квадратних километара.
Јужни магнетски пол се налази на 73° северне географске ширине и 100° западне географске дужине, на острву Принца од Велса, док се северни магнетски пол налази на 70° јужне географске ширине и 148° источне географске дужине, на Антарктику - јужно од Новог Зеланда. Из тог разлога се географски полови налазе на супротним Земљиним хемисферама у односу на магнетске полове, тј. северни географски пол је добио назив по томе што се налази на хемисфери према којој се окреће северни крај игле компаса (коју привлачи јужни крај „Земљиног магнета“). Аналогно је и за јужни географски пол.
Локације магнетских полова нису статичне. Годишње померање може износити и више од 15 km. Позиције полова на различитим картама обично нису тачне, а прецизно се одређују у специјализованим институтима за геомагнетска испитивања.

## Карактеристике поља
Магнетско поље Земље је слично пољу које образује шипкасти магнет. Међутим, та сличност представљена је само обликом магнетских линија сила и обликом магнетосфере, и ни у ком случају се све карактеристике магнетског поља Земље не могу објаснити пољем лабораторијски направљеног шипкастог магнета. Магнетско поље шипкастог магнета, или било ког другог сталног магнета, образовано је усмеравањем магнетних домена који се налазе унутар атома гвожђа.
Међутим, температура Земљиног језгра је виша од 1043K, Киријеве температуре, на којој магнетни домени унутар атома гвожђа постају неуређени, и гвожђе губи магнетна својства. Због тога Земљин магнетизам нема везе са магнетским својствима гвожђа унутар Земљиног језгра, већ је последица електричних струја, које унутар Земље настају због релативног кретања језгра и његовог омотача.
Модуо вектора геомагнетског поља {\displaystyle {\vec {T}}} дефинише интензитет геомагнетског поља у тачки посматрања. Вертикална раван у којој лежи вектор геомагнетског поља је магнетски меридијан. Укупни вектор геомагнетског поља, {\displaystyle {\vec {B}}}, описује се ортогоналним компонентама укупног интензитета {\displaystyle {\vec {T}}} - хоризонталном компонентом, {\displaystyle {\vec {H}}} и вертикалном компонентом, {\displaystyle {\vec {Z}}}. Хоризонтална компонента представља векторски збир две компоненте - вектора {\displaystyle {\vec {X}}} и {\displaystyle {\vec {Y}}} (који се могу назвати северни интензитет и источни интензитет). Вертикални угао између хоризонталне компоненте, {\displaystyle {\vec {H}}} и вектора укупног интензитета, {\displaystyle {\vec {T}}} назива се инклинација, {\displaystyle I}. Хоризонтални угао који раван магнетског меридијана тачке посматрања заклапа са географским меридијаном (исте тачке) назива се угао деклинације, {\displaystyle D}. Деклинација, инклинација и вектор укупног интензитета, могу се израчунати из ортогоналних компонената, помоћу следећих једначина:
где је {\displaystyle {\vec {H}}} дато као:
.
Јединица, која се у геомагнетизму користи за индукцију магнетског поља, тј. густину линија сила је Тесла (Т). На површи Земље, интензитет магнетског поља варира од 24 000 nT до 66 000 nT. Јединице које се још користе су Гаус (1 Гаус=100.000 nT) и гама (1 гама=1 nT).
Близу Земљине површи, магнетско поље представља негативни градијент скаларног потенцијала, који задовољава Лапласову једначину:
.
Решење Лапласове једначине у сферним координатама назива се сферни хармоник, а његови параметри су Гаусови коефицијенти. Постоје унутрашњи и спољашњи коефицијенти, који објашњавају генерисање поља унутар и ван Земље. Унутрашње поље обично се назива главно поље.
Коефицијенти главног поља се временом мењају, због промена поља које се генерише унутар Земље. У моделима сферних хармоника који се најчешће користе, ови коефицијенти су константни у интервалима који су дужи од пет година. Једина могућност да се прецизно одреди слабо, али стално поље, генерисано ван Земље, је коришћењем сателита.

## Варијације магнетског поља Земље
Елементи магнетског поља Земље могу се мерити одговарајућим елементима на свакој тачки Земљине површи. Таква мерења, која су вршена на различитим тачкама у дугом низу година, показују да се вектор магнетског поља мења. Промене које су констатоване, мање или више природног карактера, су неправилне и различите јачине.
Анализе промена Земљиног магнетског поља у дужем временском периоду показују да егзистира један постојан, непроменљив део, на који се суперпонују различите промене геомагнетског поља са периодом од око 11 година. Постојани део тог поља је главно магнетско поље Земље, док је други део изазван променљивим пољима различитих амплитуда, фаза и периода.
Укупно поље за посматрани временски период најприближније се приказује релацијом:
где је:
{\displaystyle T} - главно магнетско поље Земље,

{\displaystyle \delta T_{i}} - амплитуда i-тог хармоника променљивог поља,

{\displaystyle S_{i}} - периода i-тог хармоника,

{\displaystyle \phi _{i}} - фаза i-тог хармоника,

{\displaystyle t} - време.
Главно магнетско поље Земље је збир два поља хомогено намагнетисане Земље (диполно поље) и поља изазваног нехомогеностима у дубљим деловима Земље (недиполно поље или поље континената). Променљиви део магнетског поља потиче од узрочника у дубљим и горњим слојевима Земљине коре као и поља насталог услед Сунчеве активности, зрачења, магнетског поља Сунца, Сунчевог ветра и слично. Запажено је да су амплитуде променљивих поља знатно мање од интензитета главног магнетског поља, а периоде су од неколико година до десетих делова секунде.

## Реверзије поља
На основу истраживања базалта широм света откривено је да се дешава реверзија магнетског поља Земље у интервалима од неколико хиљада до неколико милиона година, са просечним интервалом од око 250 хиљада година. Последња реверзија, која се назива реверзија Брунс-Мацујама, највероватније се догодила пре око 780 хиљада година.
Не постоји јасна теорија о томе зашто се дешавају реверзије магнетског поља Земље. Неки научници израдили су модел Земљиног језгра, унутар кога је магнетско поље квази-стабилно, а полови могу спонтано да мењају положај од једне оријентације на другу током неколико стотина или неколико хиљада година. Други научници сматрају да се геодинамо окреће, или спонтано, или током неких екстремних услова, какав је, на пример, удар комете. Након тога се геодинамо поново покреће. Овакви екстремни догађаји углавном не изазивају реверзију магнетског поља, јер не постоји корелација између времена постанка кратера и реверзије. Након реверзије, магнетски северни пол се поново јавља, али на супротној страни Земље, док линије сила магнетског поља добијају супротан смер.
Истраживања токова лаве на планини Стинс у Орегону, показују да се магнетско поље кретало брзином од преко 6 степени дневно, у току неког времена у прошлости Земље. Ово значајно омогућава боље разумевање популарног схватања механизма рада Земљиног магнетског поља.
Доследност дешавања реверзија магнетског поља Земље откривена је мерењима у океанским гребенима. Истопљена лава (типично базалтна или толеитска) излива се из вулкана. Та лава је изнад Киријеве температуре, након чега се хлади, приликом чега се магнетични минерали оријентишу у смеру тренутног локалног магнетског поља.
Користећи магнетски детектор (варијанту компаса), научници су измерили историјски смер магнетског поља, проучавањем делова токова лаве који су релативно богати гвожђем. Ови слојеви су забележили смер магнетског поља Земље приликом хлађења. На основу тога је откривено да су магнетски полови мењали положај неколико пута у току геолошке историје.
Џ. Марвин Херндон је предложио теорију о Земљином језгру и пореклу магнетског поља Земље, познату као теорија геореактора. Међутим, ова теорија није прихваћена од стране научне јавности.